# 美濃文創中心
美濃文創中心（英語：Meinong Cultural and Creative Center），位於高雄市美濃區，於昭和3年(1928年間)建成具有東洋特色的派出所，前身為美濃警察分駐所（別名：美濃警察官吏派出所）。2007年被高雄縣政府登錄為歷史建築，因年久失修，雙翼建築毀損嚴重，被前面增建的2層樓磚造建物遮蔽不見，高雄市政府於2012年推動美濃文創中心活化計畫，歷經3年籌備及施工，於2015年11月6日正式啟用。現由財團法人薛伯輝基金會受委託經營，2018年7月28日，「搖籃咖啡」正式亮燈，以文學、藝術、音樂為主軸，舉辦季節性文創展覽和特色體驗活動。現場陳列知名作家的經典好書，讓民眾可自行取閱及購買。在修舊如舊的日式建築環境中，品味濃濃咖啡香，沉浸於文學及藝術之美的陶冶、啟發。

## 歷史
美濃警察分駐所設立於1902年，位在當時全庄之中心位置處，在日治時期為美濃地區重要的治安中心，1928年（日本昭和3年）建成具有日本衙署的造型。建築設施包括分駐所、宿舍、防空洞、槍堡及入口大門，2007年登錄成為高雄縣歷史建築，後因縣市合併而變成高雄市歷史建築。

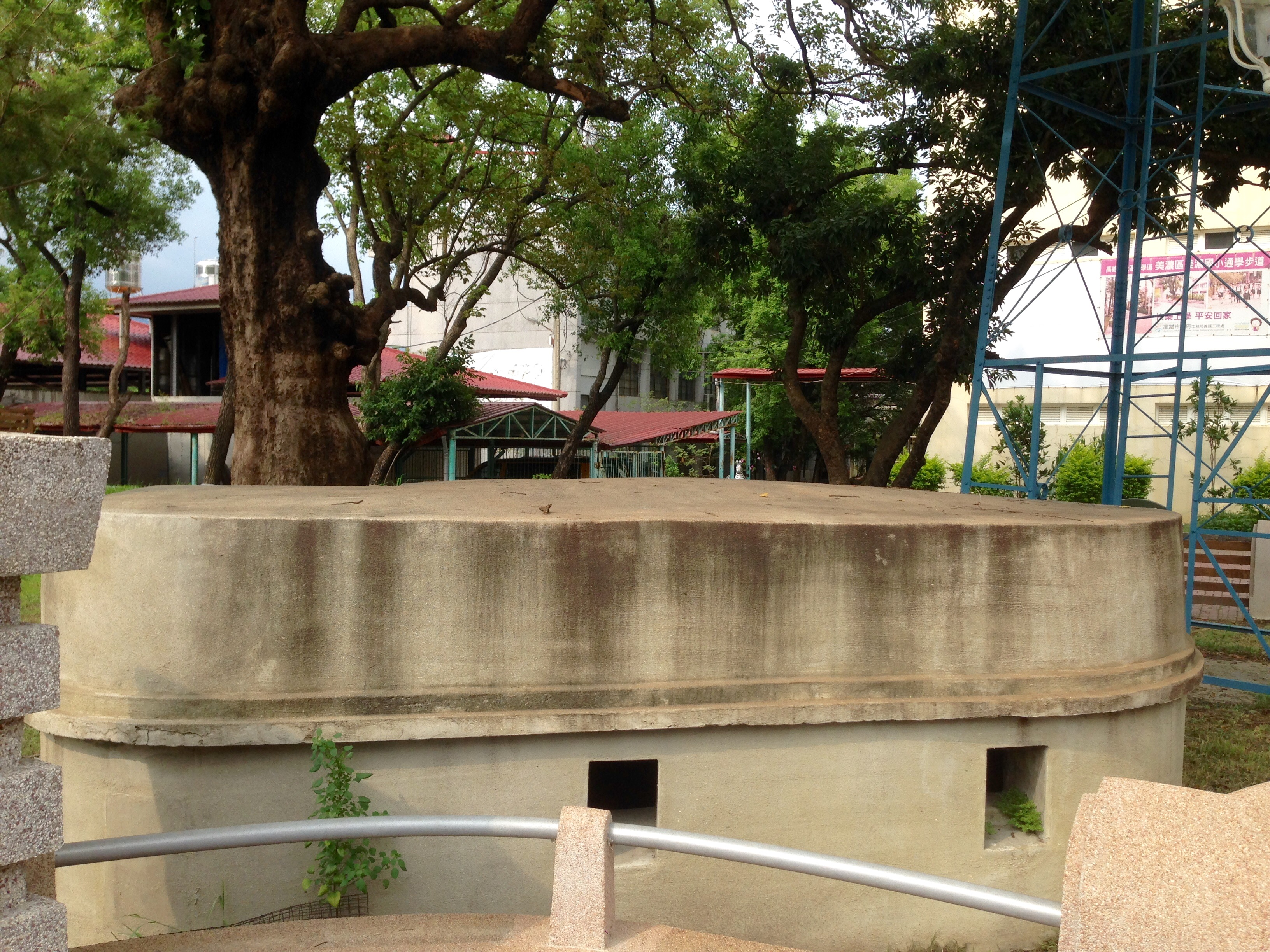
槍堡

## 建築
為一「和洋折衷」式建築，具「日本衙署」造型，是目前美濃街區僅存日治時期官署建築。「事務所併宿舍」的一字型屋，提供日治時期分駐所警察辦公及所長、巡官居住使用。磚木構造建築，木構造採以台灣檜木。 正立面入口以四根圓柱撐起具有巴洛克裝飾藝術風格的洋風簡式山牆式樣，橢圓徽章飾有緞帶、繩索等圖樣。正立面，入口處使用國防色及橄欖綠色二種十三溝面磚及洗石子等牆面建材；二旁宿舍使用特殊紋理水泥粉刷工法，左右各一的牛眼窗與台灣日式建築常見，日本同時期建築少見的凸窗設計。背立面，與正面極具威嚴的警察廳舍不同，則是生活起居空間。特殊紋理水泥牆面、日式緣側木門窗、外廊空間，自然樸實。 
整體空間包含主體建築、槍堡、宿舍、防空洞、老樹等，場域完整。 
後方的日式警員宿舍為丁種判任官官舍，為美濃唯一留存之日式木構造宿舍。屋身形貌與屋架型式皆屬「和式」。牆身為日式傳統之「竹小舞真壁」外覆雨淋板之工法。

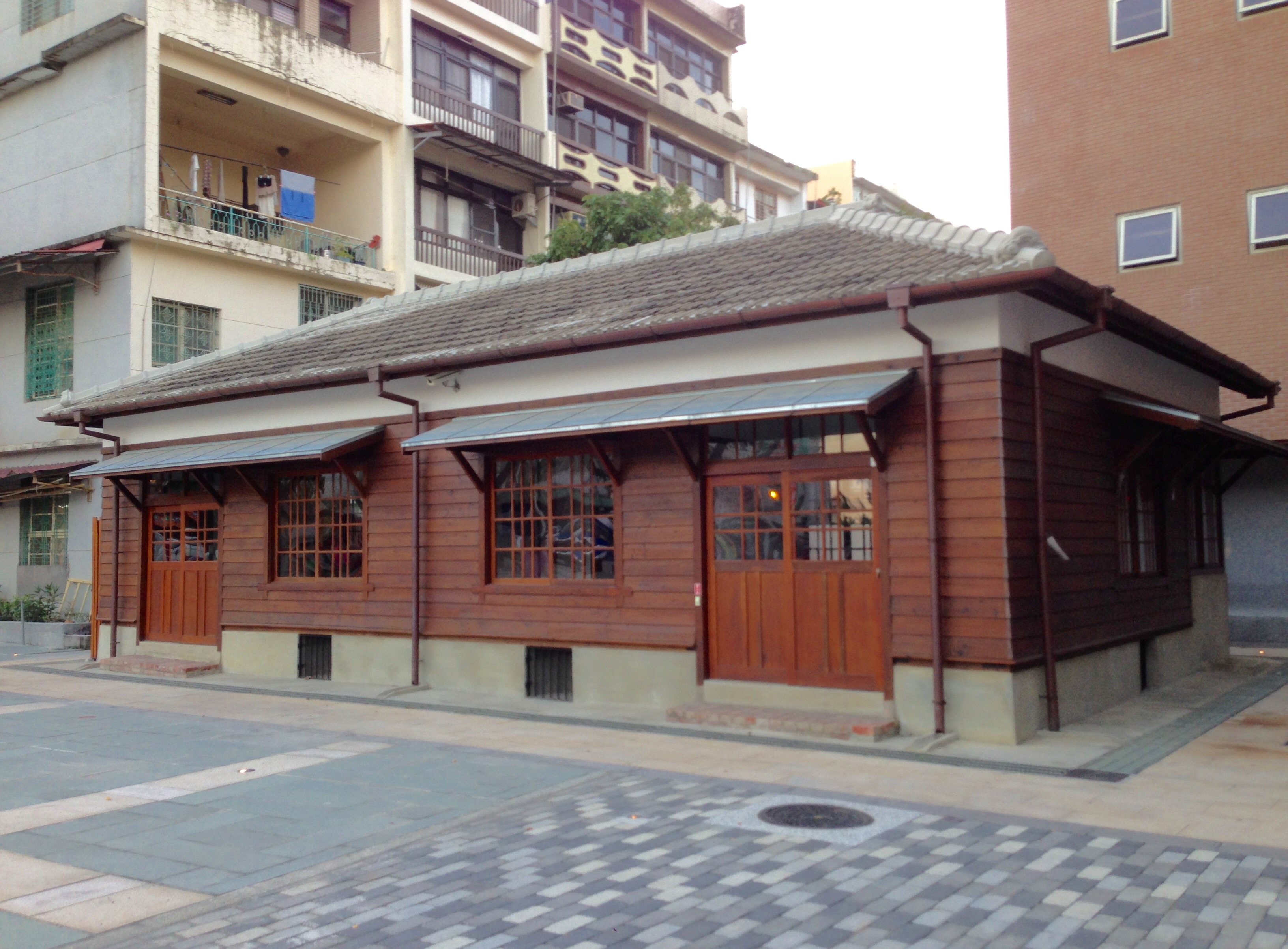
日式警員宿舍

全棟構造皆採用台灣檜木。

## 交通資訊

### 自行開車
- 國道十號至旗尾交流道右轉進入美濃中山路，之後轉入中正路。

### 公車
至高雄客運美濃站下車，步行前往。
| 編號            | 經營業者 | 區間                                            | 備註                                         |
| --------------- | -------- | ----------------------------------------------- | -------------------------------------------- |
| 8025            | 高雄客運 | 高雄站－六龜站                                  | 里程收費。                                   |
| 8028            | 高雄客運 | 高雄站－美濃站                                  | 里程收費。                                   |
| 8220            | 屏東客運 | 屏東－美濃                                      | 里程收費。                                   |
| 觀光公車        | 高雄客運 | 旗山－美濃－黃蝶翠谷 旗山－新威森林公園－天台山 | 週六行駛。 週日及國定假日行駛。              |
| 旗美快線（E01） | 高雄客運 | 高鐵左營站－旗山轉運站－高雄客運美濃站          | 里程收費。                                   |
| 中壇南隆線      | 高雄客運 | 美濃農會－美濃農會                              | 美濃區庄頭巴士。 免費搭乘。 文創中心站下車。 |

### 公共自行車
- 高雄市公共自行車租賃系統：
  - 高雄市立圖書館美濃分館：中正路一段53號南側

## 外部連結
- 美濃文創中心 （页面存档备份，存于）
- 高雄市政府客委會-美濃文創中心的Facebook專頁
- 受委託經營團隊 財團法人薛伯輝基金會-搖籃咖啡x惠如小屋 （页面存档备份，存于）
- 美濃警察分駐所——文化部文化資產局 （页面存档备份，存于）
- 美濃警察分駐所——高雄市政府文化局